# Bank Discount Tower
Israel Discount Bank
La Bank Discount Tower est un gratte-ciel de bureaux construit à Tel Aviv en Israël de 2003 à 2006. Il mesure 105 mètres de hauteur et abrite le siège de la Israel Discount Bank, troisième banque d'Israël.
L'immeuble a été construit en 2 étapes, les 17 derniers étages ont été construits après que les 13 premiers eurent été partiellement occupés.
Les architectes sont les agences Moore Yaski Sivan Architects et Moore Architects.
Le promoteur ('developer') est Meshulam Levinstein, Ltd.
Le constructeur de la tour est Cementcal Engineering, Ltd.